# Ortsberg (Burgkunstadt)
Ortsberg ist eine Wüstung auf dem Gebiet der heutigen Stadt Burgkunstadt im Landkreis Lichtenfels (Bayern).

## Lage
Die ehemalige Einzelsiedlung Ortsberg befand sich auf 344 m ü. NHN am Südhang des gleichnamigen 351 m ü. NHN hohen Ortsbergs, im Obermainischen Hügelland, westlich der Burgkunstadter Kernstadt. Der Berg fällt im Westen etwa 60 m zum Häckergrundbach ab. Die nächsten Ortschaften um die einstige Ansiedlung sind Kaltenreuth, Theisau, Mainklein und Neue Weiher. Der Ortskern von Burgkunstadt befindet sich rund 3,2 km westlich der Wüstung.

## Geschichte
Erstmals erwähnt wurde die Ansiedlung Ortsberg um 1400 als „Wartberg bei Kolbenroth“. Die nächste Erwähnung des Ortes findet sich in einer Lehensurkunde des Jahres 1525 in der ein Augustin Luft durch Dompropst Marquard vom Stein ein Zehntlein am Ortsberg erhält. Aus dem Jahr 1526 ist die Schreibweise Ortsperg überliefert; 1569 erneut Ortsberg. Stärker abweichende Namensformen sind für die Jahre 1594 mit Orttßberg und Marolzberg sowie 1662 Moritzerberg dokumentiert. Weitere Nennungen sind von ca. 1680 als Orthsberg un Orthßberg und von 1743 als Orthberg sowie „Orthsberg zum bbg. Amt Burgkunstadt“, womit auch erstmals die politische Zugehörigkeit erwähnt wird, während in älteren Quellen meist nur eine konfessionelle Zugehörigkeit erwähnt wird. Aus den Jahren 1820 und 1833 finden sich die Belege Ortsberg und Moritzberg; von 1827 auch Arzberg.
Im Urkataster der Steuergemeinde Burgkunstadt von 1854 wird die Ortschaft als Ortsberg mit Adresse Burgkunstadt Nr. 233, Plnr. 1765 (Wohn- und Wirtschaftsgebäude) im Besitz des Landgerichtarztes Dr. Michael Krappmann aufgeführt. Im Jahr 1861 bestand die Ansiedlung aus vier Gebäuden. Aus dem Jahr 1872 sind erneut die beiden Schreibweisen Moritzberg und Ortsberg dokumentiert. Aufgelassen wurde das Gut Ortsberg im Jahr 1882. Die Wirtschaftsgebäude wurden abgerissen und die Flächen aufgeforstet. Endgültig wüst wurde die Siedlung mit dem Abbruch der letzten Reste in den 1970er Jahren.

### Einwohnerentwicklung
Die Einwohnerentwicklung von Ortsberg im 19. Jahrhundert, anhand einzelner Daten:
- 1833:[3] 10 Einwohner, 2 Anwesen
- 1861:[5] 6 Einwohner, 4 Anwesen